# Воспитательный дом

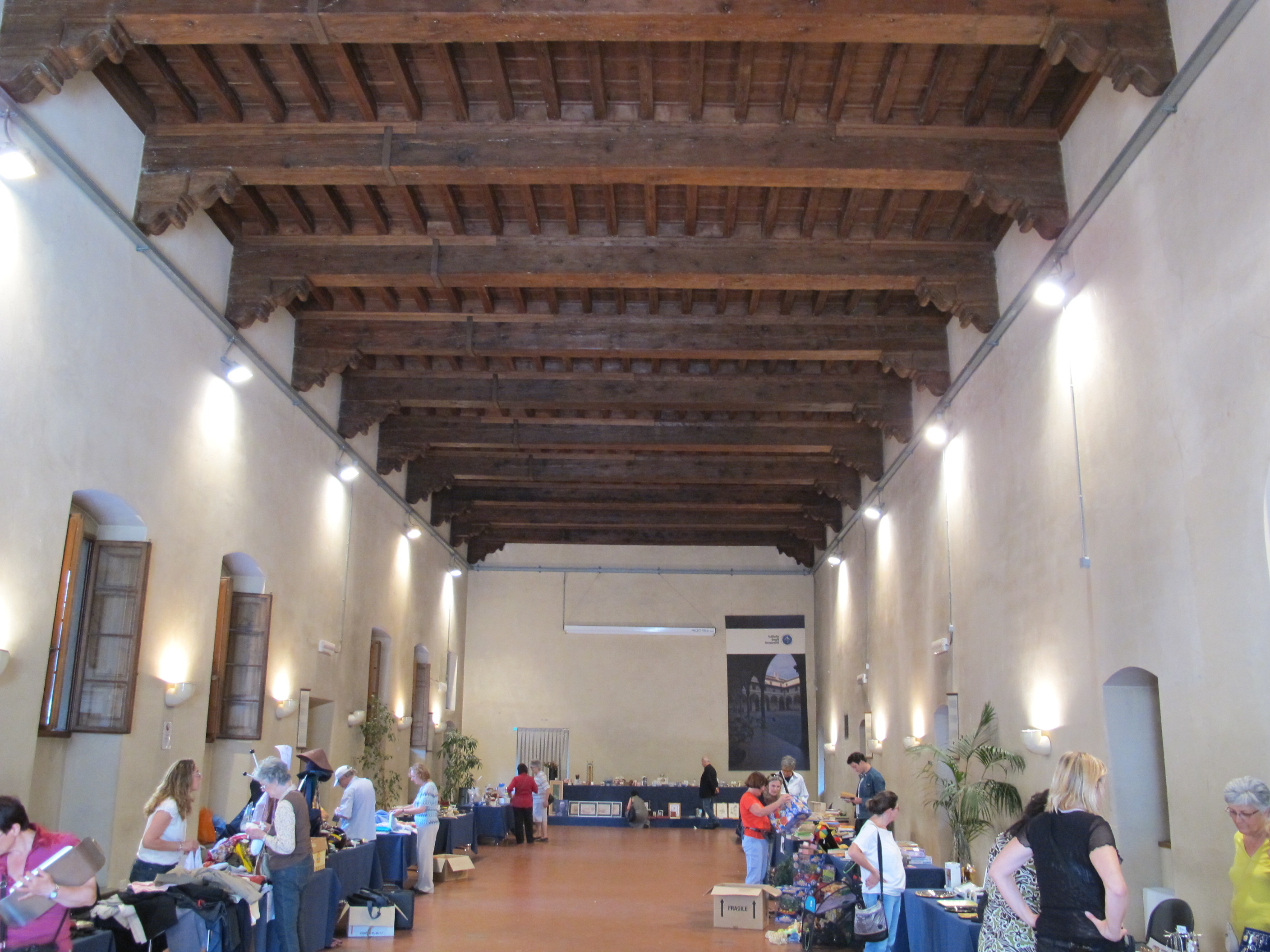
Зала Воспитательного дома во Флоренции (1-я пол. XV века, арх. Ф. Брунеллески).

Воспитательный дом — богоугодное заведение для приёма и призрения подкидышей и бесприютных младенцев, предшественник современных детских домов.
Идея воспитательных домов возникла вместе с победой христианства, которое выступило на защиту брошенных детей. Ещё Константин Великий пытался организовать содержание детей, родители которых по своей бедности не могли воспитывать их у себя, за счёт государственной казны. Впервые воспитательные дома, под именем брефотрофий, появились в IV веке, во времена деятельности Василия Великого; заведующего такими учреждениями в Византии именовали орфанотроф. В 787 году архиепископом Датеем был устроен в Милане приют для подкидышей, где они вскармливались кормилицами и содержались до восьмилетнего возраста. Только через 200 лет в Европе был открыт второй воспитательный дом, — в Бергамо, также при одной из церквей. В 1041 году в Лайбахе гражданин этого города Пётр Берлах открыл на свои средства сиротский дом с правом принимать туда и подкидышей. В 1198 году папой Иннокентием III было устроено в больнице Св. Духа особое отделение на 600 человек для приёма подкидышей. С XVI века заботу о бедных детях, сиротах и подкидышах начало проявлять государство: в Италии, Испании, Франции особыми указами эта забота поручалась монастырям и церквям, а затем муниципалитетам.
В России первым учреждением для сирот и незаконнорождённых детей стал сиротопитательный приют, открытый новгородским митрополитом Иовом в Холмово-Успенском монастыре, — в 1706 году. В 1715 году появился указ Петра I об устройствах при церквах «сиропитательных гошпиталий», которые частично финансировались государством. Однако при преемниках Петра все они закрылись. Наконец, в 1763 году, манифестом Екатерины II было предусмотрено построение «общим подаянием» воспитательного дома в Москве. Генеральным планом «Императорского Московского Воспитательного Дома» предусматривалось принимать детей от каждого с одним вопросом, крещён ли и какое дано имя. Детей можно было приносить приходским священникам, в богадельни и монастыри, откуда они должны были пересылаться в воспитательный дом, где за труд доставки за каждого принесённого младенца платилось два рубля. Инициатор проекта, И. И. Бецкой, предполагал через воспитание таких детей создать третье сословие — среднее между привилегированным и податным; причём было определено, что «все дети и их потомство на вечное время вольные». Для выполнения этой задачи был построен Воспитательный дом. Примером щедрого пожертвования Екатерина II заставила участвовать в его постройке и содержании многих своих сановников и богатых дворян; в списке жертвователей оказалось также немало купцов, мещан и крестьян; крупнейшим жертвователем стал Прокопий Демидов. Дома содержались не только на частные пожертвования, но и на бюджетные средства: налоги с театральных и зрелищных мероприятий, четверти доходов от клеймления игральных карт. Сами воспитательные дома могли устраивать лотереи.
Во многих городах по частной инициативе открылись отделения московского воспитательного дома, в том числе — в Санкт-Петербурге. В 1771 году, на его базе был открыт Петербургский Воспитательный дом.
Однако идея воспитания детей по проекту Бецкого потерпела фиаско. После смерти императрицы Марии Фёдоровны, в 1828 году было запрещено дальнейшее устройство воспитательных домов в Российской империи. В тех местах, где губернские воспитательные дома уже существовали, свободный приём младенцев был прекращён, а допущен только в исключительных случаях. Связано это было с огромной смертностью. Даже в московском и петербургском воспитательных домах до 20-летнего возраста из 100 детей доживало всего 10—13 питомцев. Такие результаты прежде всего происходили от несоответствия числа детей и количества кормилиц. Для уменьшения смертности младенцев их стали раздавать на воспитание по деревням, по достижении 5, а потом 7-летнего возраста, они возвращались в воспитательный дом для дальнейшего воспитания. В конце XIX века выяснилось, что около половины питомцев были законнорождёнными, которых родители намеренно сбывали в воспитательные дома. Были приняты разнообразные меры для уменьшения приноса детей; от системы тайного и беспрепятственного приема детей перешли к системе приёма явного, — с требованием документов; для обеспечения будущности младенца должен быть сделан взнос не менее 10 рублей. С 1882 года стало поощряться материнское вскармливание детей в самом воспитательном доме или на дому у матери, — с выдачей ей денежного пособия.
Однако нужда заставляла в провинции открывать, на средства преимущественно частной благотворительности, пристанища для бесприютных детей в виде отделений для подкидышей при повивальных учреждениях, домов для незаконных младенцев и т. п.